# Железная дорога Киркенес — Бьёрневатн
Железная дорога Киркенес — Бьёрневатн (норв. Kirkenes–Bjørnevatnbanen) — железная дорога длиной 8,5 км, соединяющая порт Киркенес и шахту Бьёрневатн в коммуне Сёр-Варангер. Иногда называется Sydvaranger Line. Принадлежит компании Sydvaranger, эксплуатирующей шахту Бьёрневатн.
Действует с 1909 года, закрывалась с 1997 года до 2009 года, была вновь открыта из-за роста цен на уголь.
Была ближайшей к полюсу материковой железной дорогой на Земле до 2010 года, после чего уступила это звание линии Обская — Бованенково — Карская. Имеются предложения о соединении дороги как с финской, так и с российской железнодорожной сетью.